# Centrale nucléaire de Farley
La centrale nucléaire Farley (du nom de Joseph M. Farley) est une centrale équipée de deux réacteurs jumeaux située près de Dothan dans l'Alabama. Le site de 7,4 km2 appartient au comté de Houston et il est également forestier et agricole.

## Description
Le site est équipé de deux réacteurs à eau pressurisée (REP) construits par Westinghouse :
- Farley 1 : 833 MWe, mis en service en 1977,
- Farley 2 : 842 MWe, mis en service en 1981.

L'exploitant est la société "Southern Nuclear Operation Company", le propriétaire est "Alabama Power Company", une filiale de "Southern Company".
Le nom de Farley est celui du premier président de la "Southern Nuclear Operating Company".
En 2005, la tranche 1 a été arrêtée à la suite d'un problème de contrôle des barres mais elle a été redémarrée assez rapidement.